# Interpolation d'Hermite

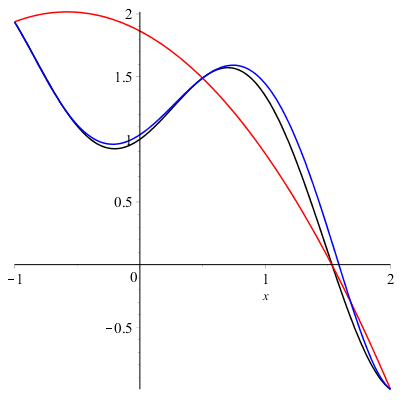
Comparaison graphique entre interpolation lagrangienne (en rouge) et hermitienne (en bleu) de la fonction (en noir) en trois points équidistants -1, 1/2, 2.

En analyse numérique, l'interpolation d'Hermite, nommée d'après le mathématicien Charles Hermite, est une extension de l'interpolation de Lagrange, qui consiste, pour une fonction dérivable donnée et un nombre fini de points donnés, à construire un polynôme qui est à la fois interpolateur (c'est-à-dire dont les valeurs aux points donnés coïncident avec celles de la fonction) et osculateur (c'est-à-dire dont les valeurs de la dérivée aux points donnés coïncident avec celles de la dérivée de la fonction). Cette méthode d'interpolation permet d'éviter les phénomènes de Runge dans l'interpolation numérique ou, plus simplement, de manipuler des polynômes ayant des propriétés proches de celles de la fonction interpolée.

## Définition du problème à l'ordre 1
Soit f une fonction de classe C1 d'une variable définie sur un segment [a, b] et à valeurs réelles et soient n + 1 points (x0, x1, ... , xn) de [a, b] distincts deux à deux. L'objectif est de construire un polynôme P de degré minimal tel que :
{\displaystyle \forall i\in \{0,\ldots ,n\}\qquad P(x_{i})=f(x_{i})\quad {\text{et}}\quad P^{\prime }(x_{i})=f'(x_{i})}.
Puisque l'on impose 2n + 2 valeurs pour déterminer le polynôme P, celui-ci sera donc de degré au plus 2n + 1.

### Construction
Une méthode de construction de P consiste à prendre les carrés des polynômes de Lagrange associés aux points x0, x1, ... , xn :
{\displaystyle q_{i}(X)=(L_{i}(X))^{2}=\prod _{j=0,\,j\neq i}^{n}\left({\frac {X-x_{j}}{x_{i}-x_{j}}}\right)^{2}},
de degré 2n et vérifiant :
{\displaystyle q_{i}(x_{i})=1,\quad q_{i}^{\prime }(x_{i})=\sum _{j=0,j\neq i}^{n}{\frac {2}{x_{i}-x_{j}}}\quad {\rm {et}}\quad \forall j\neq i\quad q_{i}^{\prime }(x_{j})=q_{i}(x_{j})=0}.
Un polynôme P de la forme
{\displaystyle P(X)=\sum _{i=0}^{n}q_{i}(X)P_{i}(X)}
satisfait donc les 2n + 2 conditions si et seulement si les polynômes Pi vérifient :
{\displaystyle f(x_{i})=P_{i}(x_{i})\quad {\rm {et}}\quad f'(x_{i})=P'_{i}(x_{i})+q'_{i}(x_{i})P_{i}(x_{i})},
ce qui équivaut à :
{\displaystyle P_{i}(x_{i})=f(x_{i})\quad {\rm {et}}\quad P'_{i}(x_{i})=f'(x_{i})-q'_{i}(x_{i})f(x_{i})}.
La solution la plus simple est de choisir
{\displaystyle P_{i}(X)=f(x_{i})+(X-x_{i})\left(f'(x_{i})-q'_{i}(x_{i})f(x_{i})\right)}
et P est alors de degré au plus 2n + 1.

### Unicité
L'unicité du polynôme interpolateur d'Hermite se montre de façon similaire à celle du polynôme interpolateur de Lagrange : soient deux polynômes P et R vérifiant les hypothèses voulues. On a donc deux polynômes de degré au plus 2n + 1 dont les valeurs et les dérivées coïncident en n + 1 points. Ainsi, P – R est divisible par (X – x0)2(X – x1)2…(X – xn)2 qui est un polynôme de degré 2n + 2. Puisque P – R est de degré au plus 2n + 1, il est forcément nul.

### Majoration de l'erreur
L'erreur d'approximation causée par l'interpolation d'Hermite est donnée par le résultat suivant :

Si f est de classe C2n+2, alors pour tout x dans [a, b], il existe ξ dans ]a, b[ tel que
{\displaystyle f(x)-P(x)={\frac {f^{(2n+2)}(\xi )}{(2n+2)!}}\prod _{j=0}^{n}(x-x_{j})^{2},\quad a\leqslant \min\{x,x_{0},\ldots ,x_{n}\}<\xi <\max\{x,x_{0},\ldots ,x_{n}\}\leqslant b}.

Ainsi, l'interpolation d'Hermite est d'un ordre très supérieur à celui de l'interpolation lagrangienne (d'ordre n + 1).

## Extension aux ordres supérieurs
L'interpolation d'Hermite peut être étendue à l'interpolation des valeurs des dérivées supérieures, en cherchant, pour une fonction f de classe Cm sur [a, b], un polynôme interpolateur P vérifiant :
{\displaystyle \forall k\in \{0,\dots ,n\}\quad \forall l\in \{0,\dots ,m\}\quad P^{(l)}(x_{k})=f^{(l)}(x_{k})}.
Le polynôme à construire est donc de degré minimal (n + 1)(m + 1) – 1. Une méthode pour le définir consiste à introduire les polynômes
{\displaystyle H_{k,l}(X)=(X-x_{k})^{l}\times Q_{k,l}(X)\times L_{k}^{m+1}(X)}
où les Lk sont les polynômes de Lagrange définis précédemment et les Qk,l sont des polynômes de degré m – l tels que
{\displaystyle H_{k,l}^{(l)}(x_{k})=1} et pour tout q tel que {\displaystyle l+1\leq q\leq m,\,H_{k,l}^{(q)}(x_{k})=0}.
Ainsi, par construction, on a :
{\displaystyle \forall {i,k}\in \{0,\dots ,n\}\quad \forall {j,l}\in \{0,\dots ,m\}\quad H_{k,l}^{(j)}(x_{i})=\delta _{i,k}\delta _{j,l}}.
Le polynôme P recherché s'écrit alors :
{\displaystyle P=\sum _{k=0}^{n}\sum _{l=0}^{m}f^{(l)}(x_{k})H_{k,l}}.
Cette méthode apporte plus de régularité à l'interpolation. Elle reste cependant d'un faible intérêt pratique au regard des calculs qu'elle implique.

## Applications
L'interpolation d'Hermite en deux points est la base des splines cubiques. Voir également l'article Spline cubique d'Hermite.
L'interpolation d'Hermite peut également être utilisée dans la résolution de problèmes aux limites non linéaires.